# Сергей Федорчук
Сергей Федорчук (на украински: Сергій Федорчук) е украински шахматист, гросмайстор.

## Биография
Роден е на 14 март 1981 година в град Виница, тогава в СССР, днес в Украйна. През 1995 г. става европейски шампион за момчета до 14 години. През 2006 г. спечелва откритото първенство на Дубай. През 2012 г. спечелва откритото първенство на Париж с резултат 7,5 точки от 9 възможни.
През 2000 г. Федорчук става международен майстор, а през 2002 г. – гросмайстор.

## Турнирни резултати
- 2010 – Памплона (трето място след тайбрек в ежегодния турнир на града)[4]
- 2011 – Брато (първо място в майсторския турнир на международния шахматен фестивал „Conca Della Presolana“ с резултат 7,5 точки от 9 възможни)[5]
- 2013 – Мартиника (първо място във второто издание на открития турнир във френския задморски регион и департамент)[6]
- 2014 – Минск (второ място на мемориалния турнир „Давид Бронщайн“ с резултат 7 точки от 9 възможни)[7]
- 2014 – Юрмала (първо място на турнира по ускорен шахмат от програмата на мемориалния турнир „Владимир Петров“)[8]